# 趙漢哲
趙漢哲（韓語：조한철，1973年6月13日—），韓國男演員。1998年通过话剧《一居室》出道，此后参演多部电视剧和电影，曾经担任过朴智賢、Tiffany Young、朴智媛的表演老师。2023年凭借《婚禮大捷》获得KBS演技大奖男配角奖，是其入行25年来首次获奖。

## 影視作品

### 電視劇

#### 2000年代
- 2009年：KBS《IRIS》飾演 NSS教官

#### 2010年代
- 2012年：SBS《大風水》飾演 無影
- 2013年：tvN《驚豔的她》飾演 玄相范
- 2013年：MBC《醜聞：極具衝擊性與不道德的事件》飾演 申強浩
- 2014年：tvN《高校處世王》飾演 金昌秀
- 2014年：KBS《Healer》飾演 尹東元
- 2015年：MBC《女王之花》飾演 金道信
- 2015年：KBS《製作人》飾演 金室長
- 2015年：KBS《蒙面檢察官》飾演 律師
- 2015年：OCN《我的美麗新娘》飾演 朴俊範／朴泰奎
- 2015年：tvN《Oh 我的鬼神君》飾演 洪秀昌（客串）
- 2015年：SBS《村莊：阿雉阿拉的祕密》飾演 崔英日
- 2016年：KBS《鄰家律師趙德浩》飾演 金太政
- 2017年：tvN《明天和你》飾演 宋斗日
- 2017年：tvN《犯罪心理》飾演 張基泰
- 2018年：tvN《Mother》飾演 李昌根
- 2018年：tvN《百日的郎君》飾演 朝鮮大王
- 2018年：KBS《就算死也喜歡》飾演 尹東燦
- 2019年：tvN《羅曼史別冊附錄》飾演 奉志洪
- 2019年：OCN《Kill It》飾演 高賢宇
- 2019年：KBS《Perfume》飾演 金泰俊

#### 2020年代
- 2020年：Netflix《尸战朝鲜2》 饰演 李元裕
- 2020年：SBS《無人知曉》飾演 尹熙燮
- 2020年：tvN《Memorist》飾演 秦在奎
- 2020年：KBS 2TV《結過一次了》飾演 討債流氓（客串）
- 2020年：MBC《上司實習生》飾演 辣雞店社長（客串）
- 2021年：KBS2《你好？是我！》饰演 便利店店长（特别出演）
- 2021年：tvN《黑道律師文森佐》飾演 韓勝赫
- 2021年：tvN《海岸村恰恰恰》飾演 吳春在
- 2021年：tvN《智異山》飾演 朴日海
- 2022年：KBS《由零開始愛上你》飾演 李泰尚
- 2022年：Netflix《魔幻之音》飾演 尹雅伊的父親
- 2022年：Wavve《危机的X》饰演 金经理（特别出演）
- 2022年：KBS《依法相愛吧》飾演 李片雄
- 2022年：JTBC《財閥家的小兒子》飾演 陳動基
- 2022年：Wavve《弱美男英雄》飾演 吳進元（特别出演）
- 2022年：Disney+《赌命为王》 饰演 金系长（特别出演）
- 2023年：tvN《盜賊：七個朝鮮通寶》飾演 張泰仁
- 2023年：Disney+《较量人生》飾演 宋宣泰
- 2023年：KBS《婚禮大捷》飾演 國王
- 2023年：Netflix《京城怪物》飾演 尹鍾元
- 2024年：JTBC《沒有秘密》飾演 金相振（特別出演）
- 2024年：tvN《The Auditors監察》飾演 卞仁浩（特別出演）[2]
- 2024年：tvN《媽媽朋友的兒子》飾演 裵根植
- 2024年：TVING《于氏王后》飾演 于正都
- 2024年：KBS2《史官议论》飾演 東宮的父王（特别出演）
- 2024年：Netflix《浮游先生》饰演 高在根（特别出演）
- 2025年：KBS2《喀喀喀喀》饰演 贾珠荷的父亲（特别出演）
- 2025年：SBS《四季之春》飾演 趙商憲
- 2025年：Netflix《無赦之仇》飾演 崔成哲
- 2025年：Wavve《S LINE》飾演 金秉喆（特别出演）
- 2025年：Netflix《枪口彼端》 饰演 警局科长（特别出演）
- 2025年：JTBC《My Youth》 饰演 鲜于灿

### 電影
- 2000年：《薄荷糖》
- 2010年：《尋找完美先生》
- 2011年：《世上最美麗的離別》
- 2011年：《白鯨》
- 2011年：《戀愛拼圖》
- 2012年：《Romance Joe》
- 2012年：《妻人太甚》
- 2012年：《鐵線蟲入侵》
- 2012年：《一千零一魘》
- 2013年：《48米》
- 2013年：《捉迷藏》
- 2013年：《兩個心臟》
- 2014年：《淑熙》
- 2014年：《大處男》
- 2015年：《姦臣：色誘天下》饰演 朴元宗
- 2016年：《哭聲》饰演 刑警1
- 2016年：《恐怖故事3：來自火星的少女》 饰演 幸存地球人（友情出演）
- 2016年：《潘朵拉》 饰演 Simwon E&C 社长
- 2016年：《Luck Key》飾演 一成
- 2016年：《殭屍爸爸》饰演 孔汉哲
- 2017年：《特別市民》飾演 姜議員
- 2017年：《沉默的目擊者》饰演 郑胜吉
- 2018年：《危險的邂逅》饰演 朱浩
- 2018年：《與神同行：最終審判》饰演 法官1
- 2018年：《国家破产之日》飾演 李大煥
- 2019年：《浪漫》 饰演 赵镇洙
- 2019年：《加油，李先生（朝鲜语：힘을 내요, 미스터 리）》飾演 德九
- 2019年：《陪審員們（朝鲜语：배심원들）》飾演 崔英才
- 2019年：《黑錢（朝鲜语：블랙머니 (영화)）》飾演 金南奎
- 2019年：《白頭山：半島浩劫》飾演 上校
- 2020年：《政客誠實中》飾演 南勇成
- 2020年：《我死去的那天》饰演 吴律师（特别出演）
- 2021年：《三姐妹》饰演 东旭
- 2021年：《新年前夜》饰演 尹代表
- 2021年：《酸酸甜甜愛上你》饰演 患者1（友情出演）
- 2021年：《謗法：在此矣》饰演 朴勇浩（特别出演）
- 2021年：《走向幸福的国家》饰演 强斗
- 2023年：《The Moon》饰演 金仁植
- 2023年：《信徒2》饰演 Jay
- 2024年：《盧基菀》饰演 允成
- 2024年：《战，乱》饰演 李德馨
- 待定：《出差调查》

## 综艺节目
| 年份   | 频道 | 节目名称           | 备注  |
| ------ | ---- | ------------------ | ----- |
| 2024年 | JTBC | 《演员班常会》（배우반상회） | [ 3 ] |

## 獎項
- 2023年：KBS演技大獎—男配角獎《婚禮大捷》
- 2023年：第9屆APAN Star Awards—中篇连续剧 男子優秀演技獎《財閥家的小兒子》

## 外部連結
- 趙漢哲的Instagram帳戶
- 趙漢哲在NAVER上的资料
- 趙漢哲在Daum上的资料